# 西遊記 孫悟空vs白骨夫人
『西遊記 孫悟空vs白骨夫人』（さいゆうき そんごくうたいはっこつふじん、原題：西遊記之孫悟空三打白骨精、英題：The Monkey King 2）は、2016年に公開された中国・香港合作映画。『モンキー・マジック　孫悟空誕生』の続編で、前作では牛魔王を演じたアーロン・クォックが主人公の孫悟空を演じている。

## キャスト
カッコ内は日本語吹き替え。
- 孫悟空：アーロン・クォック（小山力也）
- 白骨夫人：コン・リー（田中敦子）
- 三蔵法師：ウィリアム・フォン（内田夕夜）
- 猪八戒：シャオ・シェンヤン（石田彰）
- 沙悟浄：ヒム・ロー（伊藤健太郎）
- 観音菩薩：ケリー・チャン（本田貴子）
- 雲海西国の王：クリス・フィリップス（高橋広樹）

## スタッフ
- 監督：ソイ・チェン
- アクション監督：サモ・ハン
- 脚本：ラン・ピン、ラン・ジアナン、エルヴィス・マン、イン・イーイー
- 撮影：ヤン・タオ、チェン・マンポウ
- 音楽：クリストファー・ヤング
- 衣装：イー・チュンマン（英語版）、ドーラ・ン
- VFX顧問：ジャック・ストロワイス
- 特殊メイク：ショーン・スミス